# Soulèvement intégraliste

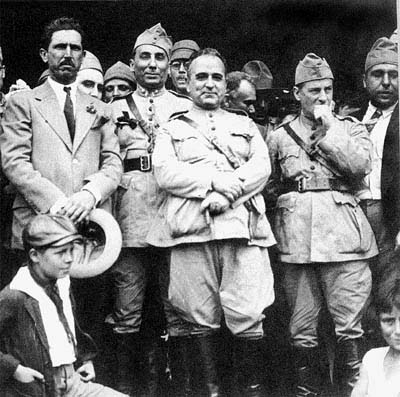
Getúlio Vargas et les dirigeants de la révolution de 1930 ; Plínio Salgado avec des partisans à Rio de Janeiro en 1935.

Le soulèvement intégraliste fut la première crise qu'eut à souffrir le régime de l'Estado Novo de Getúlio Vargas après que ce dernier eut décidé de dissoudre tous les partis politiques, y compris l'Action intégraliste brésilienne du ministre de l'Éducation Plínio Salgado, qui avait participé au coup d'État de Vargas instaurant la dictature.
Dans ce contexte, lui et ses hommes organisèrent un coup d'État qui commença dans la nuit du 10 au 11 mai 1938. Environ 80 hommes, dont des membres de la famille royale, dirigés Severo Fournier, s'emparèrent presque du Palais Guanabara, la résidence présidentielle à Rio, s'apprêtant à assassiner Vargas. Mais après des échanges de tir nourris, les forces de sécurité du président réussirent à les arrêter quelques heures plus tard.